# Alexandre Thiollet
Alexandre Thiollet (né à Paris le 8 mai 1824, où il est mort le 26 avril 1895) est un peintre français.

## Biographie
Alexandre Thiollet est le fils de François Thiollet (1782-1859), architecte et archéologue, professeur de dessin à l'École royale d’Artillerie, chevalier de la Légion d'honneur, et d'Anne Marie Adrienne Couteau.
Il entre à l'École des beaux-arts de Paris dans les ateliers de Martin Drolling et Joseph-Nicolas Robert-Fleury. Il expose au Salon à partir de 1846, puis devient membre en 1881 de la Société des artistes français et exposera au Salon de cette institution jusqu'à sa mort en 1895.
Il peint des paysages, de la vallée de la Seine, de la Charente, de Villerville, Honfleur des bocages de la Normandie des scènes de plage, des marines. 
En 1885, il participe à la première Exposition internationale de blanc et noir, section Dessin, et remporte une médaille d'argent de deuxième classe.

## Œuvres
- Autun
- Béziers
- Honfleur
- Niort

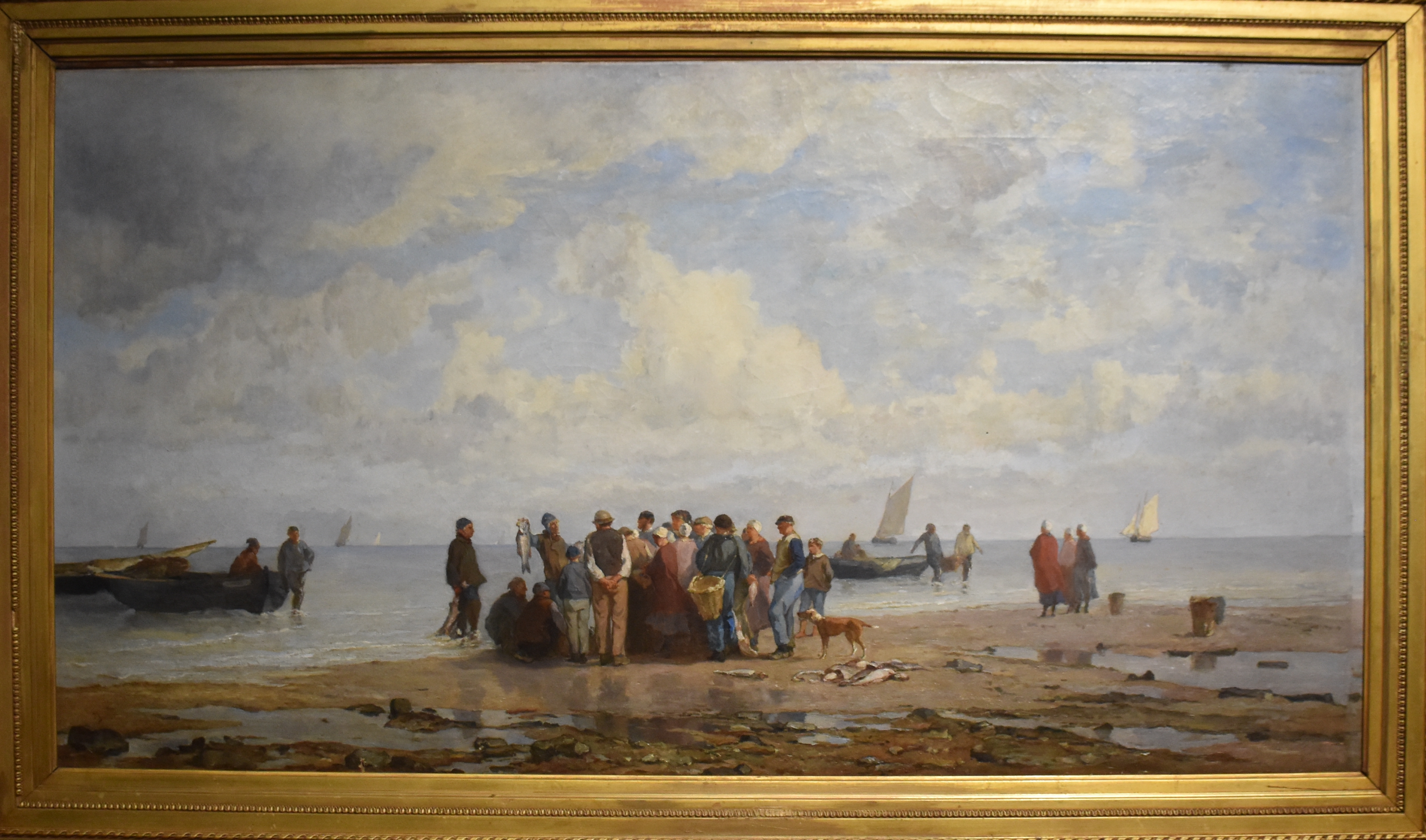
Alexandre Thiollet (1821-1995) - Vente de poissons sur la plage de Grandcamp - Musée Eugène Boudin de Honfleur.

- Rennes, musée de Bretagne : Construction du phare de l'Île de Bréhat, cinq dessins, gravés par Charles Marville et publiés en août 1845 dans Le Magasin pittoresque.
- Tourcoing, musée Bernard d'Agesci : La Grande Moulinière de Villerville, 1865, huile sur toile, 0,71 × 1,16 cm.

## Salons
- 1868 :  Vente de poissons à Grandcamp, no 2366, acquis par l'État.
- 1872, Salon des artistes français :  Embarquement de bestiaux sur le quai de la Quarantaine à Honfleur, no 14445, acquis par l'État, dépôt au musée municipal de Vervins
- 1885 : Exposition internationale de blanc et noir, médaille d'argent de 2e classe.

## Expositions
- 2015 : L' Estuaire de la Seine. L'invention d'un paysage, avec La Grande Moulinière de Villerville, exposition itinérante organisée par le musée d'art moderne du Havre jusqu'en août 2015 en Corée du Sud, au Japon : Tokyo, Séoul, Hiroshima.